# 楠达德维山
楠达德维山，又譯南達德維山，位于印度北部北阿坎德邦境内的喜马拉雅山脉，海拔7816米，为印度第二高峰，世界排名第23。楠达德维山有两座山峰，西峰为最高点。现已建立了楠达德维国家公园。
1965年，美国和印度情报机关曾秘密组织了一支登山队，企图将核探测仪器安装在楠达德维山上，蒐集中国的核武器和导弹试验情报。但是这次行动最终因天气惡劣而失败，留在山洞中的核发电机後來失蹤。
2019年5月的登山活动中，8名登山者在攀登楠达德维山东峰时失联，包括4名英国人、2名美国人和1名澳大利亚人，另一名可能是印度当地向导。此次攀登的东峰高度约7434米。
虽同属喜马拉雅山脉，楠达德维山的攀爬难度更甚于知名度更高的珠穆朗玛峰。据半岛电视台报道，楠达德维山发生事故的概率是珠峰的六倍。
除了山本身的高度，楠达德维山还被数座超过6400米的山峰围绕，被称为“楠达德维山庇护所”（Nanda Devi Sanctuary）。因此，要进入楠达德维山中心地带就已经是个严峻挑战。
1930年代，英国著名登山家拉特利奇（Hugh Ruttledge）三次尝试冲顶楠达德维山失败。在一封寄给《泰晤士报》的信中，拉特利奇表示楠达德维山“对其崇拜者设置了一项关于技巧和耐力测试”，而这超出了他们的能力范围。他还强调，仅仅是进入楠达德维山中心地带，就比到达北极还难。
1934年，英国探险家西普顿（Eric Shipton）和蒂尔曼（H.W Tilman）及三名夏尔巴人同伴进入了楠达德维山的中心地带，而直到1936年，蒂尔曼和另一名探险家奥德尔（Noel Odell）才最终登顶楠达德维山。
1960年代，楠达德维山的中心地带一度对全世界探险家关闭，1974年重开。